# Chthonius lopezi
Chthonius lopezi es una especie de arácnido  del orden Pseudoscorpionida de la familia Chthoniidae.

## Distribución geográfica
Es endémico de las islas Canarias (España); se ha encontrado en Tenerife.

## Descripción
Miden unos 0,82-1,10 mm de longitud total.